# Kurt Kuhnke
Kurt Kuhnke   (Szczecin, 30 d'abril de 1910 - Brunsvic, 8 de febrer de 1969) va ser un pilot de curses automobilístiques alemany que va arribar a disputar curses de Fórmula 1.
Kuhnke va néixer el 30 d'abril del 1910 a Szczecin, Polònia i va morir el 8 de febrer del 1969 a Braunschweig, Alemanya.

## A la F1
Kurt Kuhnke va debutar a la sisena cursa de la temporada 1962 (la tretzena temporada de la història) del campionat del món de la Fórmula 1, disputant el 5 d'agost del 1962 el GP d'Alemanya al circuit de Nürburgring, encara que no va poder classificar-se per córrer la cursa.
Va participar en dues proves puntuables pel campionat de la F1, no aconseguint classificar-se per disputar la cursa en cap de les ocasions i no assolí cap punt pel campionat del món de pilots.

## Resultats a la Fórmula 1
| Any  | Equip       | Xassís | Motor    | 1   | 2   | 3   | 4   | 5   | 6       | 7   | 8   | 9   | 10  | Posició | Punts |
| ---- | ----------- | ------ | -------- | --- | --- | --- | --- | --- | ------- | --- | --- | --- | --- | ------- | ----- |
| 1962 | Kurt Kuhnke | Lotus  | Borgward | HOL | MON | BEL | FRA | GBR | ALE NVS | ITA | USA | SUD |     | -       | 0     |
| 1963 | Kurt Kuhnke | Lotus  | Borgward | MON | BEL | HOL | FRA | GBR | ALE NVQ | ITA | USA | MEX | SUD | -       | 0     |

### Resum
| Curses: | Victòries: | Pòdiums: | Poles: | Voltes ràpides: | Punts: |
| ------- | ---------- | -------- | ------ | --------------- | ------ |
| 2       | 0          | 0        | 0      | 0               | 0      |